# Senotainia
Senotainia är ett släkte av tvåvingar. Senotainia ingår i familjen köttflugor.

## Dottertaxa tillSenotainia, i alfabetisk ordning[1][2]
- Senotainia aegyptiaca
- Senotainia albifrons
- Senotainia anamalaica
- Senotainia angolae
- Senotainia arabops
- Senotainia arenicola
- Senotainia armenica
- Senotainia barchanica
- Senotainia beludzhistanica
- Senotainia brasiliensis
- Senotainia caffra
- Senotainia caspica
- Senotainia chivica
- Senotainia conica
- Senotainia currani
- Senotainia cuthbertsoni
- Senotainia deemingi
- Senotainia deserta
- Senotainia dubiosa
- Senotainia efflatouni
- Senotainia egregia
- Senotainia fani
- Senotainia fera
- Senotainia flavicornis
- Senotainia fulvicornis
- Senotainia fuscula
- Senotainia grisea
- Senotainia himalayica
- Senotainia inyoensis
- Senotainia iranica
- Senotainia irwini
- Senotainia kansensis
- Senotainia kozlovi
- Senotainia litoralis
- Senotainia mongolica
- Senotainia morula
- Senotainia murgabica
- Senotainia nana
- Senotainia navigatrix
- Senotainia nigeriensis
- Senotainia nitidula
- Senotainia nuda
- Senotainia opiparis
- Senotainia patersoni
- Senotainia pollenia
- Senotainia pretoria
- Senotainia puncticornis
- Senotainia ravilla
- Senotainia repetek
- Senotainia richteri
- Senotainia rognesi
- Senotainia rossica
- Senotainia rubriventris
- Senotainia rufiventris
- Senotainia schaeuffelei
- Senotainia setulicosta
- Senotainia sibirica
- Senotainia similis
- Senotainia sinerea
- Senotainia sinopis
- Senotainia smithersi
- Senotainia stackelbergi
- Senotainia syczewskajae
- Senotainia tanzaniae
- Senotainia tedzhenica
- Senotainia tricuspis
- Senotainia trifida
- Senotainia trilineata
- Senotainia turkmenica
- Senotainia ulukitkani
- Senotainia vigilans
- Senotainia wilkini
- Senotainia xizangensis
- Senotainia zaitzevi
- Senotainia zimini